# Strażnica WOP Zwardoń
Strażnica Wojsk Ochrony Pogranicza Zwardoń – zlikwidowany podstawowy pododdział Wojsk Ochrony Pogranicza pełniący służbę graniczną na granicy polsko-czechosłowackiej.

Strażnica Straży Granicznej w Zwardoniu – zlikwidowana graniczna jednostka organizacyjna Straży Granicznej realizująca zadania bezpośrednio w ochronie granicy państwowej z Czechosłowacją/Republiką Słowacką.

## Formowanie i zmiany organizacyjne
W październiku 1945 tereny przyszłej strażnicy WOP ochraniały pododdziały 14 Kołobrzeskiego pułku piechoty.
Strażnica została sformowana w 1945 w strukturze 43 komendy odcinka jako 199 strażnica WOP (Zwardoń) o stanie 56 żołnierzy. Kierownictwo strażnicy stanowili: komendant strażnicy, zastępca komendanta do spraw polityczno-wychowawczych i zastępca do spraw zwiadu. Strażnica składała się z dwóch drużyn strzeleckich, drużyny fizylierów, drużyny łączności i gospodarczej. Etat przewidywał także instruktora do tresury psów służbowych oraz instruktora sanitarnego.
Na początku 1947 obsada personalna strażnicy została wymieniona z obsadą 113 strażnicy Grünhof.
W związku z reorganizacją oddziałów WOP, 24 kwietnia 1948 strażnica została włączona w struktury 57 batalionu Ochrony Pogranicza, a 1 stycznia 1951 34 batalionu WOP w Żywcu. Od 15 marca 1954 wprowadzono nową numerację strażnic, a strażnica WOP Zwardoń I kategorii otrzymała nr 204 w skali kraju. W 1956 rozpoczęto numerowanie strażnic na poziomie brygady. Strażnica I kategorii Zwardoń była 18 w 3 Brygadzie Wojsk Ochrony Pogranicza w Nowym Sączu.1 stycznia 1960 była jako 5 strażnica WOP III kategorii Zwardoń. W 1963 przeniesiono strażnicę III kategorii Zwardoń do kategorii IV. 1 stycznia 1964 była jako 1 strażnica lądowa WOP Zwardoń. 
W 1964 rozformowano strażnicę WOP Zwardoń, a jej zadania przejęła nowo utworzona placówka WOP Zwardoń.
W 1976, w związku z przejściem na dwuszczeblowy system dowodzenia, placówkę WOP Zwardoń podporządkowano bezpośrednio pod sztab Górnośląskiej Brygady WOP w Gliwicach.
13 grudnia 1981 po wprowadzeniu stanu wojennego na terytorium kraju, dowódca GB WOP wewnętrznym rozkazem w miejscu stacjonowania poszczególnych batalionów, utworzył tzw. „wysunięte stanowiska dowodzenia” (zalążek przyszłych batalionów granicznych), którym podporządkował strażnice znajdujące się na odcinkach dawnych batalionów granicznych. Brygada wykonywała zadania ochrony granicy i bezpieczeństwa państwa wynikające z dekretu o wprowadzeniu stanu wojennego.
W drugiej połowie 1984 strażnica WOP Żywiec została włączona w struktury utworzonego batalionu granicznego WOP Żywiec, a od października 1989 batalionu granicznego WOP w Cieszynie i tak funkcjonowała do 15 maja 1991 jako strażnica kadrowa na czas „P”.
Straż Graniczna:
15 maja 1991 po rozwiązaniu Wojsk Ochrony Pogranicza, 16 maja 1991 strażnica w Zwardoniu przejęta została przez Beskidzki Oddział Straży Granicznej w Cieszynie i przyjęła nazwę strażnica Straży Granicznej w Zwardoniu.
1 grudnia 1998 Decyzją nr 34 Komendanta Głównego Straży Granicznej z dnia 5 sierpnia 1998, strażnica SG w Zwardoniu włączona została w struktury Karpackiego Oddziału Straży Granicznej w Nowym Sączu.
W 2000 rozpoczęła się reorganizacja struktur Straży Granicznej związana z przygotowaniem Polski do wstąpienia do Unii Europejskiej i przystąpieniem do Traktatu z Schengen. Podczas restrukturyzacji wprowadzono kompleksową ochronę granicy już na najniższym szczeblu organizacyjnym tj. strażnica i graniczna placówka kontrolna. Wprowadzona całościowa ochrona granicy zniosła podział na graniczne jednostki organizacyjne ochraniające tylko tzw. „zieloną granicę” i prowadzące tylko kontrole ruchu granicznego. W wyniku tego, 3 stycznia 2003 nastąpiło zniesie strażnicy SG w Zwardoniu. Ochraniany przez strażnicę odcinek granicy wraz z obsadą etatową, przejęła Graniczna Placówka Kontrolna Straży Granicznej w Zwardoniu (GPK SG w Zwardoniu).

## Ochrona granicy
W październiku 1945 w ramach tworzących się Wojsk Ochrony Pogranicza na odcinku strażnicy zostały utworzone:
- Przejściowy Punkt Kontrolny Zwardoń – drogowy III kategorii (został zlikwidowany jesienią 1946)
- Przejściowy Punkt Kontrolny Zwardoń – kolejowy III kategorii (przeniesiony w 1950 do m. Łysa Polana).

Od 1947 na odcinku Strażnicy WOP Zwardoń funkcjonował PPK MRG, gdzie kontrolę graniczną i celną osób, towarów oraz środków transportu wykonywała załoga strażnicy:
- Przejściowy Punkt Kontrolny MRG Zwardoń.

W 1960 5 strażnica WOP Zwardoń III kategorii ochraniała odcinek granicy państwowej o długości 10923 m:
- Włącznie znak graniczny nr III/174, wyłącznie znak gran. nr III/190 (góra Trojaczka).

W kwietniu 1963 w obiekcie Strażnicy WOP Rycerka wybuchł pożar. W związku z tym d-ca 3 Karpackiej Brygady WOP skrócił ochraniany przez strażnicę odcinek granicy państwowej do 12 km, a pozostałą część odcinka przejęły strażnice: Zwardoń i Soblówka.
Strażnica WOP Zwardoń:

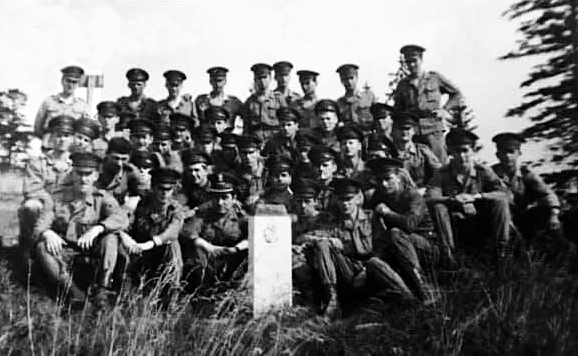
Granica polsko-czechosłowacka. Żołnierze WOP przy znaku granicznym na Oźnej (Beskid Graniczny). Szkolenie graniczne młodego rocznika GB WOP na odcinku Strażnicy WOP Zwardoń (sierpień 1984)

- Główny wysiłek w służbie skupiała na kierunku: Sól-Oźna.
- W ochronie granicy dowódcy strażnicy ściśle współpracowali ze swoimi odpowiednikami tj. naczelnikami placówek OSH (Ochrana Statnich Hranic) CSRS.

Straż Graniczna:
1 czerwca 1992 na odcinku strażnicy zostało uruchomione kolejowe przejście graniczne, w którym do 1995 kontrolę graniczną osób, towarów i środków transportu wykonywała załoga strażnicy:
- Zwardoń-Skalité.

W 1995 na odcinku strażnicy zostało uruchomione drogowe przejście graniczne, w którym odprawę graniczną osób, towarów i środków transportu wykonywała załoga utworzonej Granicznej Placówki Kontrolnej Straży Granicznej w Zwardoniu:
- Zwardoń-Myto-Skalité.

1 lipca 1999 na odcinku strażnicy zostały otwarte przejścia graniczne na szlaku turystycznym (turystyczne), w których kontrolę graniczną i celną osób, towarów i środków transportu wykonywała załoga strażnicy:
- Jaworzynka-Čierne
- Górka Gomółka-Skalité Serafínov.

1 stycznia 2002 Strażnica SG w Zwardoniu ochraniała odcinek granicy państwowej:
- Wyłącznie, znak gran. nr III/201 / I/1 (Trzycatek) .
- Linia rozgraniczenia z:

1. Strażnicą Straży Granicznej w Jaworzynce: powiat żywiecki i z powiatu cieszyńskiego część obszaru gminy Istebna na południe od linii prostej biegnącej od znaku granicznego III/201 na granicy państwowej Rzeczypospolitej Polskiej z Republiką Słowacką do mostu na potoku Czadeczka z wyłączeniem tego mostu, prawym brzegiem potoku Czadeczka do zetknięcia się granicy miejscowości Jaworzynka, Koniaków i Istebna, dalej granicą miejscowości Koniaków oraz Istebna do granicy gmin Istebna i Milówka[16].

- 12 czerwca 2002 na odcinku strażnicy zostały otwarte przejścia graniczne turystyczne, w którym kontrolę graniczną i celną osób, towarów i środków transportu wykonywała załoga strażnicy:
- Zwardoń-Skalité
- Bor-Oščadnica-Vreščovka.

## Wydarzenia
- 1956 – koniec czerwca, początek lipca w okresie tzw. „Wypadków poznańskich”, przy linii granicznej i w strefie działania, odnajdywano pakunki zawierające ulotki z tzw. „bibułą”, przytwierdzone do balonów leżących na ziemi[17]. W związku z masowością zjawiska, żołnierze otrzymali zezwolenie na użycie broni, celem zestrzelenia nisko przelatujących balonów (nawet jeśli znajdowały się na terytorium czechosłowackim, ale w zasięgu ognia – to samo czynili pogranicznicy czechosłowaccy)[18].
- 1973 – strażnica została wyposażona w skuter śnieżny Buran umożliwiający patrolowanie granicy w zimie[19].
- 13 grudnia 1981–22 lipca 1983 – (stan wojenny w Polsce), normę służby granicznej dla żołnierzy podwyższono z 8 do 12 godzin na dobę. Ścisłą kontrolą objęto całą strefę nadgraniczną, zamknięte zostały szlaki turystyczne. W stan gotowości były postawione pododdziały odwodowe[20].

## Strażnice sąsiednie
- 198 strażnica WOP Kolonia ⇔ 200 strażnica WOP Koniaków – 1946
- 203 strażnica WOP Rycerka ⇔ 205 strażnica WOP Krężelka – 1954
- 17 strażnica WOP Rycerka I kategorii ⇔ Strażnica WOP Krężelka – 1956
- 6 strażnica WOP Rycerka III kategorii ⇔ 4 strażnica WOP Krężelka III kategorii – 01.01.1960
- 2 placówka WOP Rycerka ⇔ 31 strażnica WOP Krężelka lądowa IV kategorii – 01.01.1964
- Placówka WOP Rycerka ⇔ Placówka WOP Jaworzynka I kategorii – do 07.1984
- Strażnica kadrowa WOP Rycerka ⇔ Strażnica WOP Jaworzynka rozwinięta I kategorii – do 31.12.1989
- Strażnica kadrowa WOP Rycerka ⇔ Strażnica kadrowa WOP Jaworzynka – 01.01.1990–15.05.1991

Straż Graniczna:
- Strażnica SG w Rycerce Górnej ⇔ Strażnica SG w Jaworzynce – 16.05.1991–02.01.2003.

## Komendanci/dowódcy strażnicy
- Jan Jakubiak[21]
- kpt. Władysław Gregorczyk (był w 1976[22]–05.1977)
- por. Józef Kudryk (05.1977–12.1978)
- por. Eugeniusz Niedzielak (12.1978–06.1979)
- por. Stanisław Mika p.o. (02.01.1980–29.02.1983)[23]
- por. Kłodnicki
- kpt. Marek Guznar[12] (do 15.05.1991)

Komendanci strażnicy SG:
- kpt. SG Piotr Wójcik[24]
- ppor. SG/mjr SG Józef Copija (02.09.1992–01.01.2003) – do rozformowania.